# Parc de Fleury-sur-Orne
Le Parc de Fleury-sur-Orne (parc d'activités Normandika) est un centre commercial situé à Fleury-sur-Orne, près de Caen dans le département du Calvados et la région Normandie.

## Description
Le parc doit se développer sur 80 hectares de terrain. Les commerces s'implanteront sur 60 hectares et 13 hectares sont réservés aux activités tertiaires. Le parc de Fleury-sur-Orne est desservi par le périphérique sud de Caen qui communique vers l’autoroute A13 (autoroute de Normandie).

## Enseignes et activités prévues
La société Ikea signe un compromis de vente en octobre 2007, elle achète 43 hectares, en bordure du périphérique sud.
Le projet Ikea comporte quatre tranches, programmées pour une réalisation sur sept ans. Prévue sur 18 des 43 hectares, la première tranche comprend « un centre commercial avec l'enseigne Ikea et des enseignes liées à l'équipement de la maison, en grande majorité ». Surface de vente totale : 70 000 m2. La deuxième tranche se compose d'un centre de loisirs, réalisé par le groupe Ikea. Il pourrait proposer par exemple une rivière artificielle, un karting, un mur d'escalade, etc.
En juin 2010, la société annonce que seul le magasin devrait ouvrir, avec retard sur la date prévue, en novembre 2011 ; les autres enseignes, au sein d'InterIkéa n'étant finalement prévues que pour l'horizon 2014.